# Automet
Automet – rodzinne przedsiębiorstwo produkcyjno-usługowe z siedzibą w Sanoku specjalizujące się w projektowaniu oraz produkcji elementów z tworzyw sztucznych dla takich branż, jak przemysł motoryzacyjny, medyczny, meblarski i wojskowy, zajmuje się także konwersją samochodów dostawczych na mikro- i minibusy, a od 2004 r. produkuje nadwozia autobusów klasy mini na podwoziach firm zewnętrznych pod własną marką. W grudniu 2007 r. przekształcone w spółkę z o.o..

## Historia

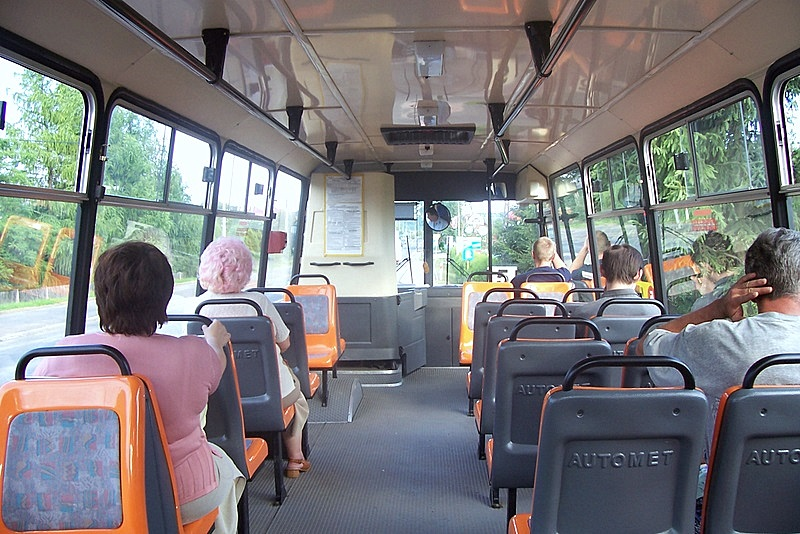
Fotele marki Automet w autobusie Autosan użytkowanym przez MKS Sanok (2005)

Od 1990 r. firma działała pod nazwą Warsztat Mechaniczno-Stolarski, a od 1994 r. jako Automet inż. Józef Leśniak. Jej założycielem jest Józef Leśniak, który wcześniej przez wiele lat był szefem biura konstrukcyjnego firmy Autosan. Od 1995 r. firma specjalizuje się w produkcji elementów z tworzyw sztucznych do autobusów, tj. fragmentów poszycia zewnętrznego (np. zderzaki), siedzeń pasażerskich, dywaników podłogowych, desek parapetów, wykończeń sufitu, uchwytów oraz innych elementów wykończeniowych z tworzyw sztucznych. Były i są one dostarczane m.in. firmom Autosan, Czerkasskij Awtobus (marka Bogdan) (Ukraina) oraz NABI (Stany Zjednoczone). Automet produkuje również elementy z tworzyw sztucznych dla przemysłu motoryzacyjnego (ciężarówki, samochody dostawcze, ciągniki rolnicze), medycznego, meblarskiego i pracującego dla wojska. Program produkcyjny obejmuje ponad 5 tys. różnych elementów.

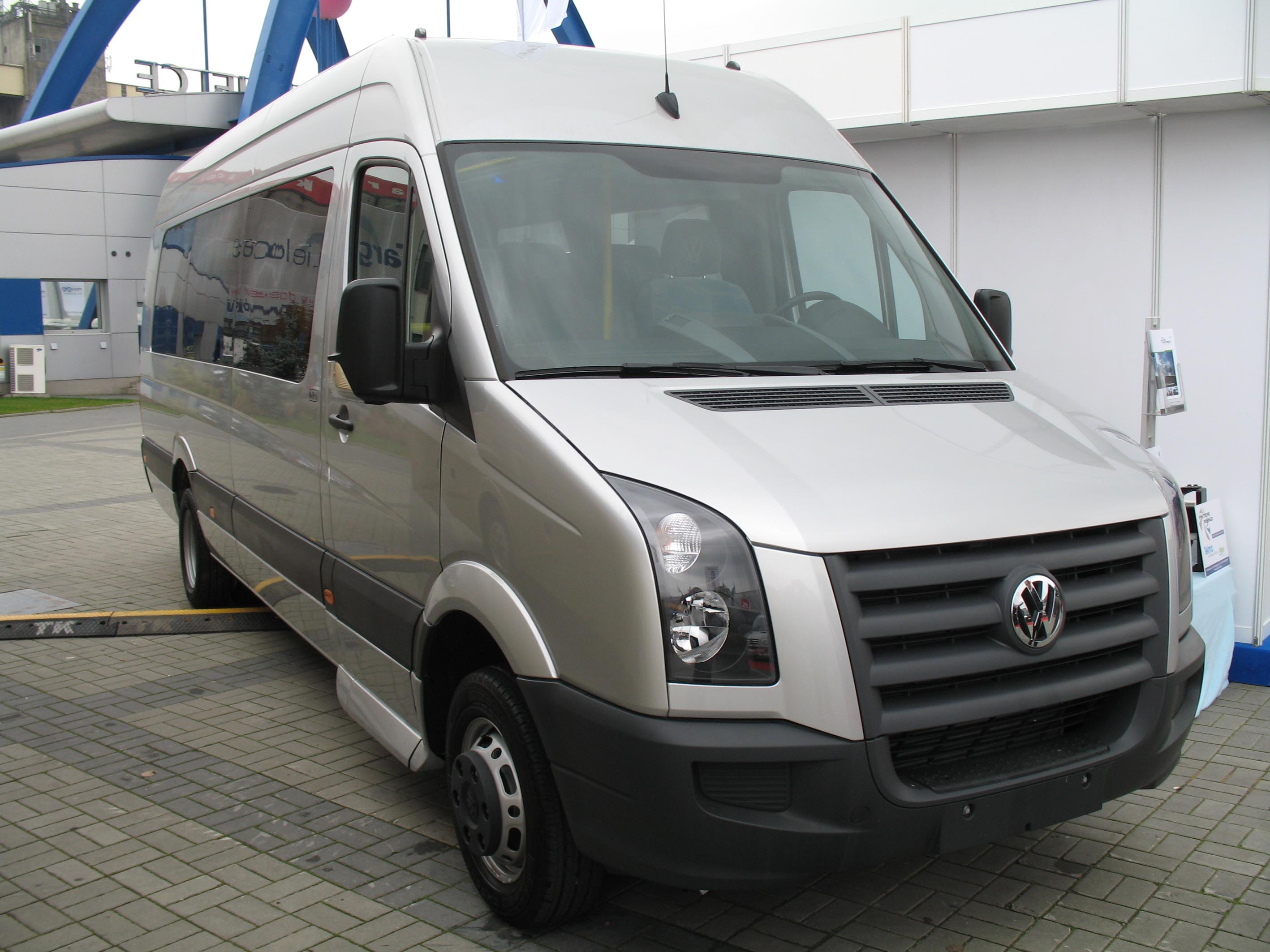
Zabudowa autobusowa Automet na bazie Volkswagena Craftera na targach Transexpo 2008

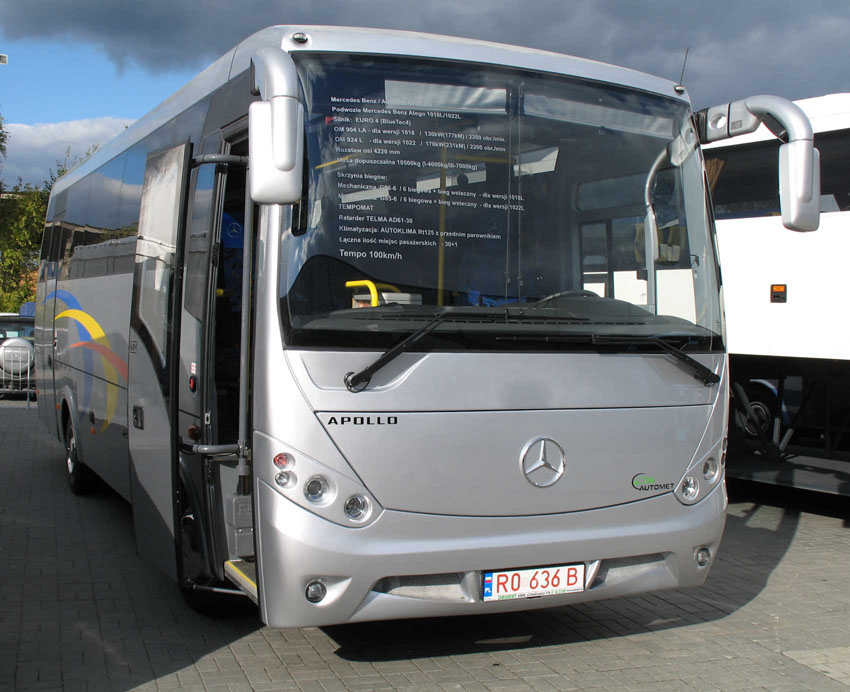
Automet Apollo 970.24 po modernizacji z 2006 r. na targach Transexpo 2007 w Kielcach

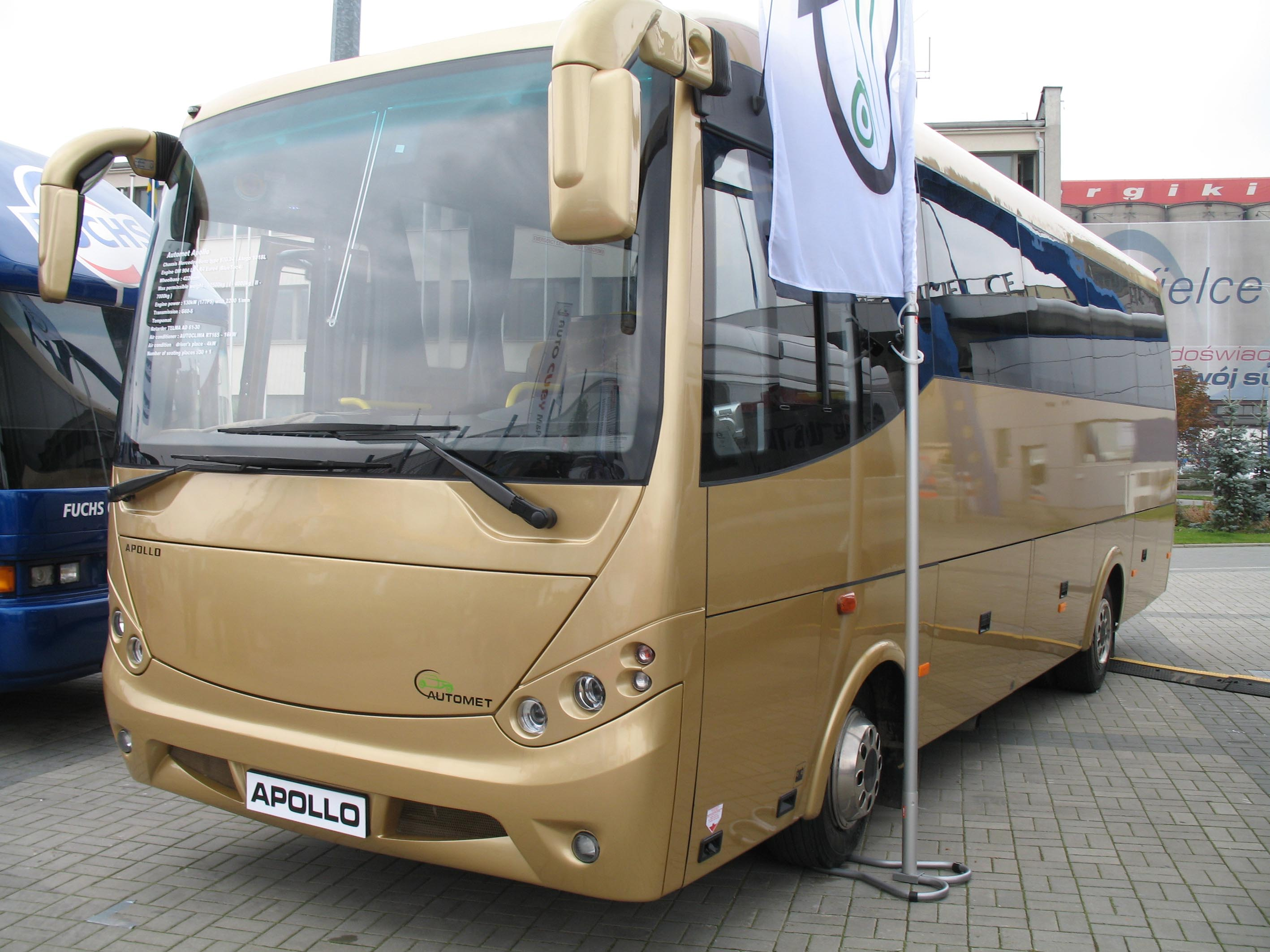
Automet Apollo po modernizacji z 2008 roku na targach Transexpo 2008

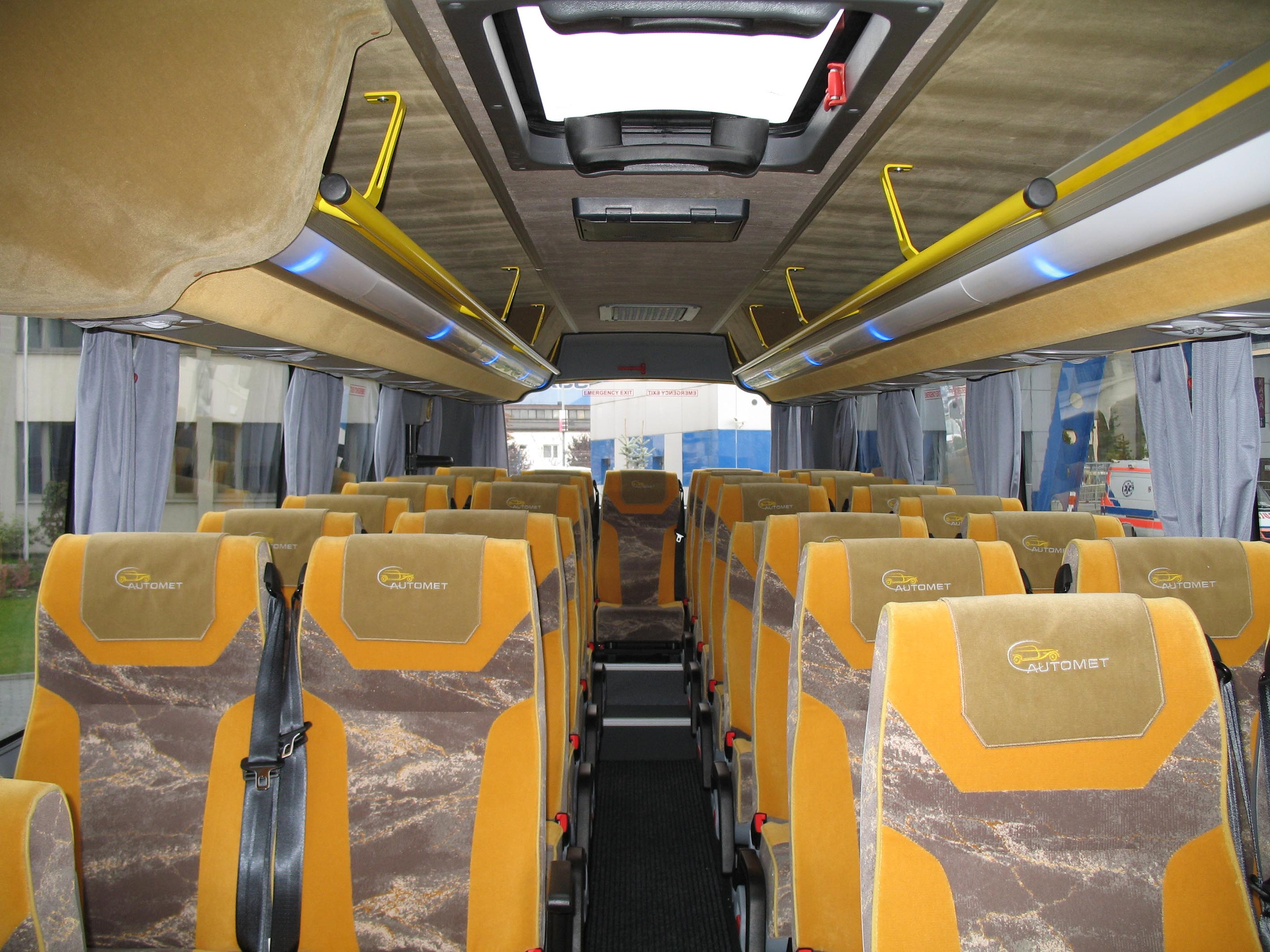
Fotele Automet A800 w Automet Apollo z 2008 r.

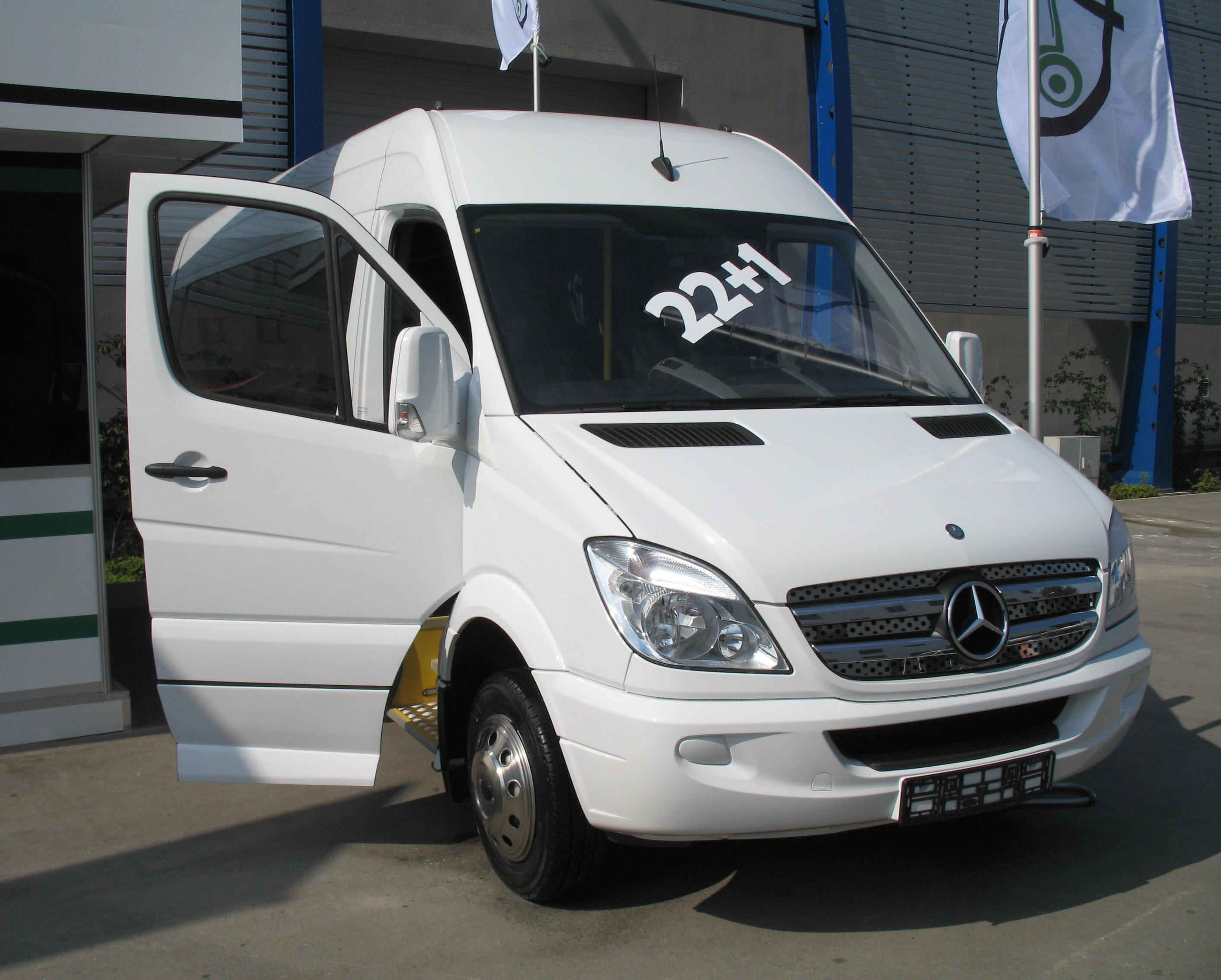
Zabudowa autobusowa Automet na bazie Mercedesa Sprintera

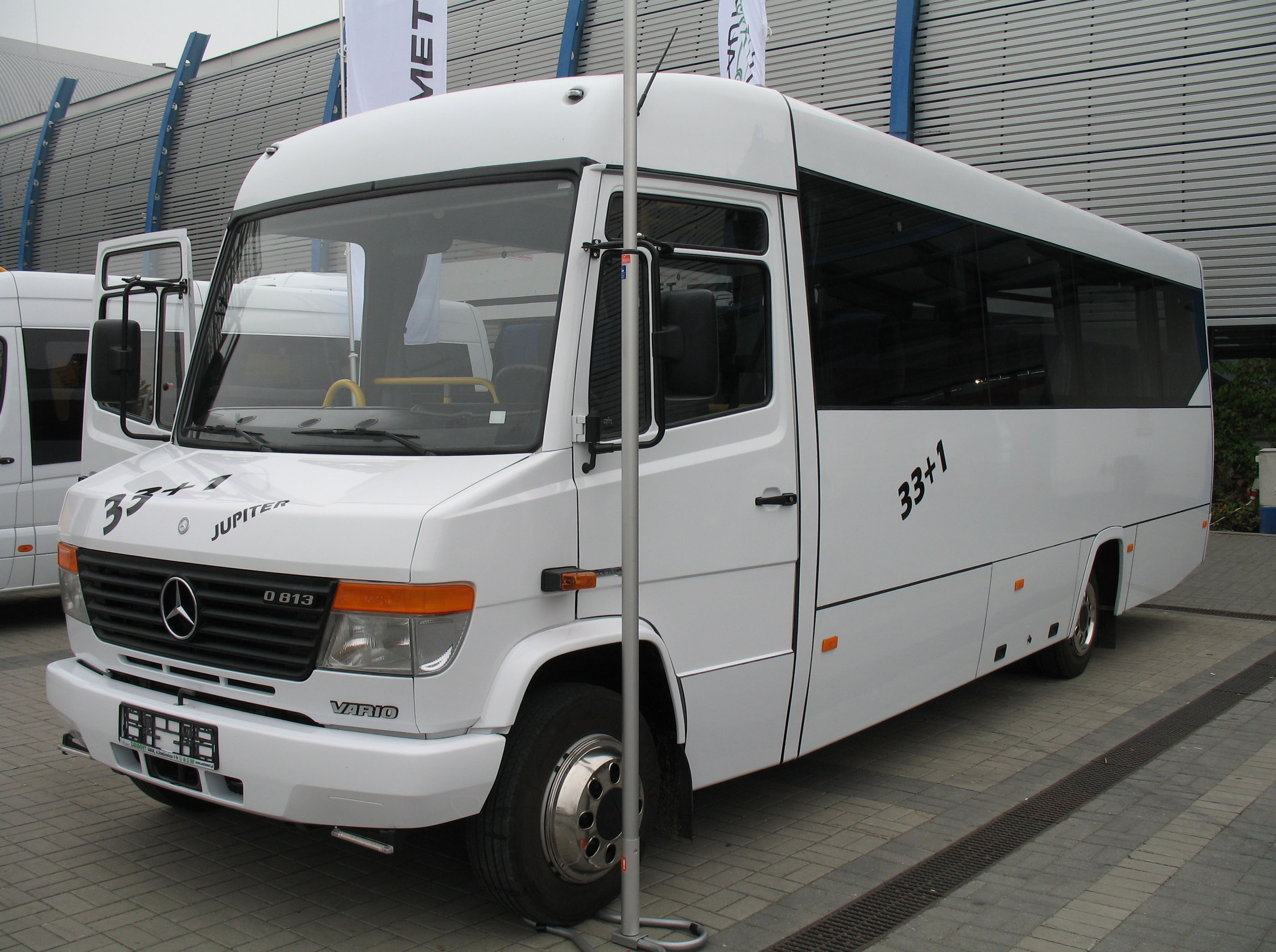
Zabudowa autobusowa Automet Jupiter na bazie Mercedes-Benz Vario

W 1999 r. powstało firmowe biuro konstrukcyjne, zajmujące się projektowaniem produktów, wykonywaniem ich prototypów i wdrażaniem do produkcji. Wykorzystuje się w nim oprogramowanie CAD/CAM Pro Engeener. Podjęto produkcję foteli autobusowych własnej konstrukcji. W 2001 r. rozpoczęto produkcję elementów wykończeniowych wnętrz pojazdów oraz zabudów minibusów na bazie pojazdów firm Iveco, Mercedes-Benz i Volkswagen. Później rozpoczęto wykonywanie własnych konwersji tych furgonów na autobusy. W 2002 r. rozpoczęto produkcję elementów osłonowych do urządzeń medycznych dla koncernu General Electric (GE Medical) we Francji. Od początku XXI wieku Automet zajmuje się konwersjami furgonów na minibusy. Wykonuje je na bazie modeli Iveco Daily, Mercedes-Benz Sprinter, Mercedes-Benz Vario, Volkswagen LT oraz Volkswagen Crafter. Wykonywano również konwersje samochodów dostawczych firm Ford i Opel. Początkowo firma wykorzystywała głównie pojazdy używane dostarczone przez odbiorców, przykładowo w 2004 r. było ich około 120 sztuk na 188 wykonanych pojazdów. Z czasem Automet zwiększył do około połowy udział modeli powstałych na bazie pojazdów dostarczanych bezpośrednio od producentów, z kompletacją ułatwiającą konwersję. Powstające mikrobusy mogą przewozić od 16 do 22 pasażerów. W 2004 r. powstał prototyp minibusu własnej konstrukcji na bazie Iveco Daily 65C15, model Automet Feniks. W 2005 r. pokazano go na targach Transexpo 2005 w Kielcach. Przy długości 8,2 m, mógł zabierać 34 pasażerów, w tym 26 na miejscach siedzących. Był napędzany silnikiem Sofim o pojemności 2,8 dm³ i mocy maksymalnej 146 KM spełniającym wymogi normy Euro 3. Zaprojektowano go do ruchu miejskiego, ale ograniczona przepustowość, zwłaszcza w tylnej części, spowodowała, że nie zyskał on popularności. W 2004 r. powstał pierwszy prototyp modelu Automet Apollo, czyli małego autobusu międzymiastowego dalekobieżnego klasy mini, typu kombi, na podwoziu Mercedes-Benz Atego. Ze względu na podwozie z samochodu ciężarowego silnik tego modelu jest umieszczony z przodu i napędza koła tylne. Produkcja seryjna Apollo rozpoczęła się w marcu 2006 r. Model Apollo cały czas jest doskonalony. Większość elementów z tworzyw sztucznych w Apollo jest własnej konstrukcji i produkcji. Część dostarcza węgierski Carbon Composite. Ze względu na polskie przepisy homologacyjne, które wymagają dla pojazdów na podwoziach ciężarówek kosztownych homologacji cząstkowych dla wszystkich ważnych elementów składowych, a nie tylko całego pojazdu, Automet Apollo był do 2008 r. sprzedawany w Polsce jedynie w pojedynczych egzemplarzach. Rozwijano jego eksport, początkowo głównie na Ukrainę, następnie na rynki krajów Unii Europejskiej. Początkowa zdolność produkcyjna modelu Apollo wynosiła 12 sztuk rocznie, co nie zaspokajało popytu. Po adaptacji kolejnej hali produkcyjnej, jesienią 2008 r. zwiększyła się ona dwukrotnie. W 2008 r. Automet Apollo uzyskał pełną homologację i może być sprzedawany bez ograniczeń na rynku krajowym. Pod koniec 2010 r. powstał prototyp autokaru Automet Apollo 970.28 HD o zwiększonej do 9,8 m długości oraz podwyższonym pokładzie. Ta wersja nie posiada jeszcze homologacji, a pierwszy egzemplarz został sprzedany za granicę. Drugi powstanie pod koniec 2011 r. Podczas targów Transexpo 2011 w Kielcach zadebiutował model Automet Jupiter na bazie Mercedes-Benz O813 Vario. Posiada on przednią część identyczną jak w Vario, a część pasażerska może pomieścić aż 33 pasażerów. Plany produkcyjne tego modelu sięgają 15–20 sztuk rocznie. Automet posiada 14 wydziałów produkcyjnych, na których przeprowadzane są procesy obróbcze i montażowe. Produkcja odbywa się na powierzchni 10 tys. m². Zakład wytwarza elementy wykonane z tworzyw sztucznych, tj. ABS, PS, HDPE, PVC, PP i PMMA. Zatrudnienia około 230 pracowników.
Produkcja zabudów autobusowych i własnych autobusów w kolejnych latach wynosiła:
- 2004 – 188 szt.
- 2005 – 225 szt.
- 2006 – 199 szt.
- 2007 – 210 szt.
- 2008 – ok. 212 szt.

Automet jest trzecim co do wielkości produkcji wytwórcą zabudów autobusowych w Polsce po CMS Auto z Sulejówka i M&P AutoCuby S.C. z Gościcina. Dwukrotnie uzyskał tytuł i certyfikat „Przedsiębiorstwo Fair Play”, ostatni raz w 2007 r. Od 2008 r. przedstawicielem Autometu w krajach Beneluxu jest Automet Benelux bvba z siedzibą w Kortrijk, która wzięła udział w targach Busworld 2009 w tym mieście.

## Program produkcyjny

### Autobusy
- Automet Apollo 970.24 – kombi, baza Mercedes-Benz Atego
- Automet Apollo 970.28 HD – autokar, baza Mercedes-Benz Atego

### Konwersji furgonów na autobusy lokalne/kombi
- Daily 50C13/15 – lokalny, baza Iveco Daily 50C13/50C15
- Daily 65C15 – lokalny, baza Iveco Daily 65C15
- Sprinter – kombi, baza Mercedes-Benz Sprinter
- Vario – lokalny, baza Mercedes-Benz Vario
- Automet Jupiter – międzymiastowy, baza Mercedes-Benz Vario
- LT46 – miejski, baza VW LT46
- Crafter 50 – kombi, baza Volkswagen Crafter

## Nagrody i wyróżnienia
- Nagroda VII Targów Polexport w Królewcu: 17 maja 2002[3]
- Złota Odznaka i tytuł Lidera Województwa Podkarpackiego przyznane w konkursie na najlepsze firmy rejonu przez Izbę Przemysłowo-Handlową w Rzeszowie (październik 2003)[4]
- Produkt Roku Ziemi Sanockiej[5]
- Lider Przedsiębiorczości – wyróżnienie dla prezesa Autometu, Józefa Leśniaka (I Sanockie Forum Gospodarcze 2019)[6][7]